# Catharine Macaulay
Catharine Macaulay (Olantigh, Kent, 23 de març de 1731 - Binfield, Berkshire, 22 de juny de 1791), també coneguda com Catharine Graham i Catharine Sawbridge, va ser una historiadora anglesa. Va ser la primera dona anglesa a convertir-se en historiadora i durant la seva vida l'única historiadora del món.

## Primers anys
Catharine Macaulay va ser filla de John Sawbridge (1699-1762) i Elizabeth Wanley (morta en 1733) de Olantigh. Sawbridge era un terratinent de Wye, Kent, els avantpassats del qual eren terratinents de Warwickshire.
Va ser educada a casa per una institutriu. En el primer volum de la seva Història d'Anglaterra, Macaulay va afirmar que des d'una edat primerenca va ser una lectora prolífica, en particular d'aquelles històries que exhibeixen la llibertat en el seu estat més exaltat en els annals de les Repúbliques romana i grega ... [ des de la infància] la llibertat es va convertir en objecte d'un culte secundari". No obstant això, aquest relat està en desacord amb el que li va dir al seu amic Benjamin Rush, a qui es va descriure a si mateixa com "una noia irreflexiva fins als vint anys, moment en el qual va contreure el gust pels llibres i el coneixement en llegir un estrany volum d'història, que va recollir en una finestra de la casa del seu pare". També li va dir a Caleb Fleming que no sabia llatí ni grec.
Poc se sap sobre la seva vida primerenca. En 1757, una erudita en llatí i grec, Elizabeth Carter, va visitar una funció a Canterbury on va conèixer a Macaulay, que llavors tenia 26 anys. En una carta a un amic, Carter va descriure a Macaulay com una "dona molt sensible i agradable, i molt més profundament erudita del que li pertoca a una bona dama; però entre les lleis espartanes, la política romana, la filosofia d'Epicur i l'enginy de St.. Evremond, sembla haver format un sistema d'allò més extraordinari".
El 20 de juny de 1760 es va casar amb un metgge escocès, el Dr. George Macaulay (1716–1766), i van viure a St James's Place, Londres. Van estar casats sis anys fins a la seva mort el 1766. Van tenir una filla, Catharine Sophia.

## La història d'Anglaterra
"Hi va haver una Història d'Anglaterra de Macaulay molt abans que se sentís a parlar de Lord Macaulay; i en el seu dia era ben famosa."
Entre 1763 i 1783, Macaulay va escriure, en vuit volums, La història d'Anglaterra des de l'adhesió de Jaume I fins a la línia de Brunswick. No obstant això, en completar els últims tres volums, es va adonar que no arribaria a 1714 i, per tant, va canviar el títol a Història d'Anglaterra de l'adhesió de Jaume I a la Revolució. Sent pràcticament desconeguda abans de la publicació del primer volum, de la nit al dia es va convertir en "la celebrada Sra. Macaulay ".
La Història és una història política del segle xvii. El primer i segon volum cobreixen els anys 1603-1641; els volums tres i quatre cobreixen 1642-1647; el cinquè volum cobreix 1648-1660; els volums sis i set cobreixen 1660-1683 i l'últim volum abasta 1683-1689. Macaulay va triar aquest període perquè, com va escriure en el primer volum, volia "fer justícia...a la memòria dels nostres il·lustres avantpassats". Va lamentar que els seus contemporanis haguessin oblidat que els privilegis dels quals gaudien havien estat lluitats per "homes que, amb el risc i fins i tot la pèrdua de la vida, van atacar les formidables pretensions de la família Stewart i van alçar les banderes de la llibertat contra una tirania que s'havia establert durant una sèrie de més de cent cinquanta anys ".
Creia que els anglosaxons havien gaudit de llibertat i igualtat amb institucions representatives, però que aquestes es van perdre en la conquesta normanda. La història d'Anglaterra, en opinió de Macaulay, era la història de la lluita dels anglesos per recuperar els seus drets que van ser aixafats pel "jou normand". Va considerar a la Commonwealth d'Anglaterra com "l'època més brillant que mai hagi adornat la pàgina de la història". .. Mai els annals de la Humanitat van proporcionar l'exemple d'un govern, tan acabat d'establir, tan formidable per als estats estrangers com el va ser en aquest període de la Commonwealth anglesa". El Parlament Llarg va ser "el govern més patriòtic que mai hagi beneït les esperances i els esforços militars d'un poble valent". La lluita de l'exèrcit parlamentari "no va ser un comerç de sang, sinó un exercici de principis i obediència a l'anomenat de la consciència, i la seva conducta no només va ser desproveïda d'insolència, sinó benvolent i humana".
Macaulay va justificar l'execució del rei Carles I al·legant que "els reis, els servidors de l'Estat, quan van degenerar en tirans, van perdre el seu dret a governar". Seguint l'argument de Defensa del poble d'Anglaterra de John Milton, va argumentar que "els juraments de lleialtat havien d'entendre's com a vinculants condicionalment, d'acord amb l'observança dels juraments que els reis van fer al seu poble". I tampoc les lleis de Déu ni la naturalesa estaven en contra dels pobles deixant a un costat els Reis i real del govern, i l'adopció de formes més convenients".
Va ser molt crítica amb Oliver Cromwell, a qui va denunciar com "l'usurpador vana-gloriós" i com a "individu, que de cap manera depassava els seus germans en cap d'aquests dots privats que constitueixen la veritable grandesa de caràcter, ni sobresortia en cap qualitat, sinó en la mesura d'una ambició vana i perversa". Va ser el responsable de posar fi a un "període de glòria nacional ... durant Anglaterra, després de tant temps sotmès a la tirania monàrquica, no va poder superar en la constitució del seu govern ... totes les circumstàncies de glòria, saviesa i felicitat relacionades amb l'antiguitat. o imperis moderns".
La seva visió de la Revolució Gloriosa de 1688 va ser crítica. Va reconèixer que l'Acord Revolucionari limitava el poder de la corona i havia rebutjat el "dret hereditari irrenunciable" en favor "d'un contracte amb el poble" com a base del poder de la monarquia. No obstant això, també va afirmar que els patriotes havien desatès "aquesta justa oportunitat de tallar totes les prerrogatives de la corona" que havien "imputat justament les calamitats i ferides sofertes per la nació". L'Acord de la Revolució no havia aconseguit "admetre cap d'aquests refinaments i millores que l'experiència de la humanitat els havia permès fer en la ciència de la seguretat política".
Macaulay compartia l'anticatolicisme dels seus companys radicals, escrivint en el capítol que cobreix la rebel·lió irlandesa de 1641 dels "incessants intents dels papistes per tots els mitjans, de portar totes les coses de nou a la submissió a l'Església de Roma; la seva confessió màxima que la fe no s'ha de mantenir amb els heretges; els seus principis religiosos calculats per al suport del poder despòtic, i inconsistents amb el geni d'una constitució lliure ".
Al llarg de la seva Història, Macaulay va mostrar preocupació pel caràcter moral i la conducta dels subjectes. Als seus ulls, l'interès propi era la pitjor falta de la qual era capaç un rei o un polític. Va criticar "la seva aparent devoció a la política per a benefici personal més que per a l'avanç de la llibertat". El seu enfocament va ser moralitzador, ja que creia que només un poble virtuós podia crear una república.
Els Whigs van donar la benvinguda als primers volums de la Història com una resposta a la Història "Tory" d'Anglaterra de David Hume. No obstant això, en 1768, les relacions entre ella i els Whigs es van refredar. Es va publicar el volum quatre de la història, que es referia al judici i execució de Carles I. Macaulay va expressar l'opinió que l'execució de Carles estava justificada, Això va provocar que els Whigs de Rockingham l'abandonessin.
Thomas Hollis va registrar en el seu diari (30 de novembre de 1763) que "la Història està escrita amb honestedat, i amb una habilitat i un esperit considerables; i està plena dels sentiments de llibertat més lliures i nobles". Horace Walpole va escriure a William Mason, citant amb aprovació l'opinió de Thomas Gray que era "la història d'Anglaterra més assenyada, no afectada i millor que hem tingut fins ara". A principis de 1769, Horace Walpole va registrar un sopar amb "la famosa Sra. Macaulay": "Ella és un dels llocs que tots els estrangers han de veure". No obstant això, Walpole va canviar més tard d'opinió: "La historiadora, que s'inclina per la causa de la llibertat com a fanàtica de l'Església i els realistes per la tirania, exerceix una força viril amb la gravetat d'un filòsof. Amb massa prejudicis per submergir-se en les causes, tot ho imputa a visions tiràniques, gens a passions, feblesa, error, prejudici i menys encara al que opera amb més freqüència i la seva ignorància del que menys la qualificava d'historiadora, a la casualitat i als petits motius".
William Pitt va elogiar la Història en la Cambra dels comuns i va denunciar el biaix conservador de Hume. També la van aprovar Joseph Priestley i John Wilkes. Al voltant de 1770, Lord Lyttelton va escriure que Macaulay era "molt prodigiosa", amb retrats d'ella "en el taulell de cada venedor d'impressions". Hi havia una figura de porcellana Derby d'ella i una de les primeres figures de cera de grandària natural de Patience Wright era de Macaulay. James Burgh va escriure en 1774 que Macaulay va escriure "amb el propòsit d'inculcar al poble britànic l'amor per la llibertat i el seu país". Els estadistes francesos Mirabeau, Jacques Pierre Brissot i el marquès de Condorcet van admirar la Història com a correctiu a Hume. En 1798, el Ministeri de l'Interior francès va recomanar la Història en una llista d'obres aptes per a premis escolars.
Macaulay també desitjava escriure una Història d'Anglaterra des de la Revolució fins a l'actualitat, no obstant això, només es va completar el primer volum (que cobreix 1688-1733).

## Política
Macaulay va estar associada amb dos grups polítics en les dècades de 1760 i 1770: els Real Whigs i els Wilkites. No obstant això, estava més interessada en la polèmica que en l'estratègia quotidiana. Va ser partidària de John Wilkes durant la controvèrsia 'wilkesita' de la dècada de 1760 i va estar estretament associada amb la societat radical per als partidaris de la Declaració de Drets. Tots dos grups volien reformar el Parlament.

El conservador Samuel Johnson va ser un crític de la seva política:
Senyor, hi ha una Sra. Macaulay en aquest poble, una gran republicana. Un dia, quan estava a casa seva, vaig posar un semblant molt seriós i li vaig dir: "Senyora, ara sóc un convers a la seva forma de pensar. Estic convençut que tota la humanitat està en peus d'igualtat; i per donar-li una prova inqüestionable, senyora, que parlo de debò, heus aquí un conciutadà molt assenyat, cortès i de bon comportament, el seu lacai; desitjo que se li permeti asseure's i sopar amb nosaltres". Així, senyor, li vaig mostrar l'absurd de la doctrina anivelladora. Des de llavors mai li agrado. Senyor, els seus anivelladors desitgin un nivell cap avall tant com a si mateixos; però no poden suportar pujar de nivell. Tots tindrien algunes persones sota ells; per què no tenir gent per sobre d'ells? 
En 1790, Macaulay va afirmar que només es referia a la desigualtat política, va insistir que no estava "argumentant contra aquesta desigualtat de propietat que més o menys ha de donar-se en totes les societats".
Macaulay es va oposar a l'Emancipació catòlica, criticant en 1768 a aquells "que pretenen ser amics de la Llibertat i (per una afectació de pensament liberal) tolerarien als papistes". Va considerar la gent de Còrsega com "sota la superstició papista" i va recomanar les obres de Milton per il·luminar-los.
Va donar suport a l'exiliat cors Pasquale Paoli. En el seu Esbós d'una forma democràtica de govern defensava un estat de dues càmeres (Senat i Poble). Ella va escriure que "El segon ordre és necessari perquè ... sense que el poble tingui suficient autoritat per ser classificat així, no pot haver llibertat". El poble ha de tenir dret a apel·lar la decisió d'un tribunal davant el Senat i el Poble. A més, hauria d'haver una rotació de tots els càrrecs públics per prevenir la corrupció. Es necessitava una llei agrària per limitar la quantitat de terra que un individu podia heretar per evitar la formació d'una aristocràcia. Va afirmar que havia d'haver "un poder sense restriccions allotjat en alguna persona, capaç de l'àrdua tasca d'establir un govern així" i va afirmar que aquest hauria de ser Paoli. No obstant això, Paoli es va distanciar de Macaulay ja que la seva única preocupació era mantenir el suport anglès a Còrsega en lloc d'intervenir en la política interna.
Macaulay va atacar els pensaments d'Edmund Burke sobre la causa del descontentament actual. Ella va escriure que contenia "un verí suficient per destruir tota la poca virtut i comprensió de la política sana que queda en la nació", motivat per "el principi corrupte de l'interès propi" de "la facció i el partit aristocràtics" la supremacia del qual L'objectiu era tornar al poder. Burke no havia comprès que el problema residia en la corrupció que va tenir el seu origen en la Revolució Gloriosa. El parlament es va reduir a "un mer instrument d'administració real" en lloc de controlar a l'executiu. Macaulay va advocar per un sistema de rotació de diputats i "un poder d'elecció més ampli i igualitari".
Cap de les obres històriques o polítiques de Macaulay es referia als drets de les dones. En el seu suport a la reforma parlamentària, no preveu atorgar el vot a les dones. Ella va estar fortament influenciada per les obres de James Harrington, especialment per la seva creença que la propietat era la base del poder polític.
Durant una visita a França en 1774 va sopar amb Turgot, qui li va preguntar si volia veure el Palau de Versalles. Ella va respondre que "no tinc ganes de veure la residència dels tirans, encara no he vist la dels Georges".
El seu últim treball va ser un pamflet que respon a les Reflexions sobre la revolució a França d'Edmund Burke (1790). Ella va escriure que estava ben que els francesos no haguessin reemplaçat Luis XVI, ja que això hauria complicat la seva tasca per garantir la llibertat. Ella va respondre al lament de Burke que l'era de la cavalleria havia acabat afirmant que la societat hauria d'alliberar-se de les " falses nocions d'honor" que no eren més que una "barbàrie sentimental metoditzada". Mentre que Burke donava suport als drets heretats dels anglesos en lloc dels drets abstractes de l'home, Macaulay va afirmar que la teoria de Burke dels drets com a obsequis dels monarques significava que els monarques podien llevar-los fàcilment els drets que els havien atorgat. Només reclamant-los com a drets naturals podrien assegurar-se. La "presumida herència d'un anglès" que ella sempre havia considerat com "una pretensió arrogant" perquè suggeria "una espècie d'exclusió de la resta de la humanitat dels mateixos privilegis".

## Casament amb William Graham

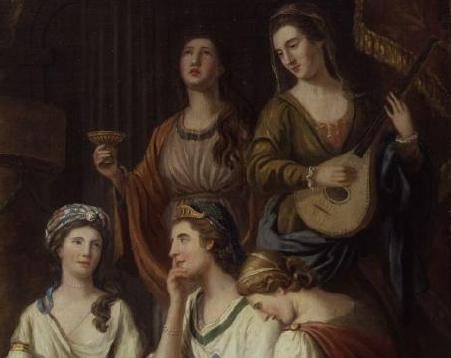
Macaulay (asseguda a l'extrem esquerre), en companyia d'altres "Blue Stockings" (1778)

La naturalesa cada cop més radical de la seva obra i el seu casament escandalós el 14 de novembre de 1778 amb William Graham (ella tenia 47 anys, ell 21) van afectar la seva reputació a Gran Bretanya, on va viure a Bath, i, més endavant, a Binfield, Berkshire.

## Tractat sobre la immutabilitat de la veritat moral
Va ser membre de tota la vida de l'Església d'Anglaterra, encara que la seva aparent lliure expressió d'opinions religioses heterodoxes va commocionar part de la seva contemporaneïtat i la va portar a acusacions d'infidelitat. En el seu Tractat va escriure que Déu era "omnipotent en el sentit més ampli de la paraula, i que les seves obres i manaments" estaven "fundats en justícia i no en mera voluntat". El Tractat revela el seu optimisme sobre la humanitat i la creença en l'assoliment de la perfecció en els individus i la societat. També va afirmar que la raó, sense fe, era insuficient i va escriure sobre la necessitat que l'Església es concentrés "en les doctrines pràctiques de la religió cristiana", com els poders donats per Déu a l'home per millorar la seva pròpia condició i reduir el mal. També va rebutjar la idea d'una naturalesa humana inherent: "No hi ha una virtut o un vici que pertanyi a la humanitat, que no fem nosaltres mateixos".
Macaulay creia en l'altra vida. Quan va caure greument malalta en 1777 a París, li va dir a una amiga que la mort no l'espantava perquè no era més que "una breu separació entre amics virtuosos" després de la qual es reunirien "en un estat més perfecte".

## Cartes sobre educació
Va escriure en 1790 en les seves Cartes sobre l'educació, com ho va fer Mary Wollstonecraft dos anys més tard en Vindicació dels drets de la dona, que l'aparent feblesa de les dones es devia a la seva mala educació.
En les Cartes, va escriure "els pensaments d'un univers sense pare, i un conjunt d'éssers que es deixen anar per casualitat o destinació els uns als altres, sense una altra llei que la que dicta el poder i l'oportunitat dona dret a precisar, refreda la sensibilitat de la ment sensible en indiferència i desesperació ".

## Visita a Nord-amèrica
Va estar associada personalment amb moltes figures destacades entre els revolucionaris nord-americans. Va ser la primera radical anglesa a visitar Amèrica després de la independència, romanent allí del 15 de juliol de 1784 al 17 de juliol de 1785. Macaulay va visitar James Otis i la seva germana Mercy Otis Warren. Mercy va escriure després que Macaulay era "una dama els recursos de la qual de coneixement semblen ser gairebé inesgotables" i li va escriure a John Adams que era "una dama de talent extraordinari, un geni imponent i brillantor de pensament". Segons el biògraf de Mercy, Macaulay va tenir "una influència més profunda en Mercy que qualsevol altra dona de la seva època". Després va visitar Nova York i va conèixer a Richard Henry Lee, qui després va agrair a Samuel Adams per presentar-li a "aquesta excel·lent dama". Per recomanació de Lee i Henry Knox, Macaulay va estar-se a Mount Vernon amb George Washington i la seva família. Posteriorment, Washington va escriure a Lee sobre el seu plaer de conèixer a "una dama ... els principis de la qual són tan admirats i amb tanta justícia pels amics de la llibertat i la humanitat".

## Últims anys
Segons Mary Hays, a Macaulay "el general Washington li havia proporcionat molts materials" per a una història de la Revolució Americana, però que "per l'estat de salut malaltís" ho va impedir. Macaulay va escriure a Mercy el 1787: "Encara que la història de la seva gloriosa revolució tardana és el que certament hauria d'emprendre si fos jove de nou, no obstant això, tal com estan les coses, per moltes raons haig de rebutjar tal tasca".
Va morir a Binfield, Berkshire el 22 de juny de 1791 i va ser enterrada a l'església parroquial de Tots els Sants.

## Treballs
- La història d'Anglaterra des de l'accessió de James I fins a la de la Línia de Brunswick :
  - Volum I (1763).
  - Volum II (1765).
  - Volum III (1767).
  - Volum IV (1768).
  - Volum V (1771).
  - Volum VI (1781).
  - Volum VII (1781).
  - Volum VIII (1783).
- En "Philosophical Rudiments of Government and Society" del Sr. Hobbes, amb un breu esbós d'una forma democràtica de govern, en una carta al signor Paoli (1767), es poden trobar comentaris solts sobre certes posicions .
- Observacions sobre un pamflet titulat "Pensaments sobre la causa dels descontentaments actuals" (1770).
- Una petició modesta per la propietat dels drets d'autor (1774).
- Un discurs al poble d'Anglaterra, Escòcia i Irlanda sobre la important crisi actual d'assumptes (1775).
- La història d'Anglaterra des de la revolució fins a l'actualitat en una sèrie de cartes a un amic. Volum I (1778).
- Tractat sobre la immutabilitat de la veritat moral (1783).
- Cartes sobre educació amb observacions sobre religions i temes metafísics (1790).
- Observacions sobre les Reflexions de la Rt. Hon. Edmund Burke, sobre la revolució a França (1790).